# Asolo

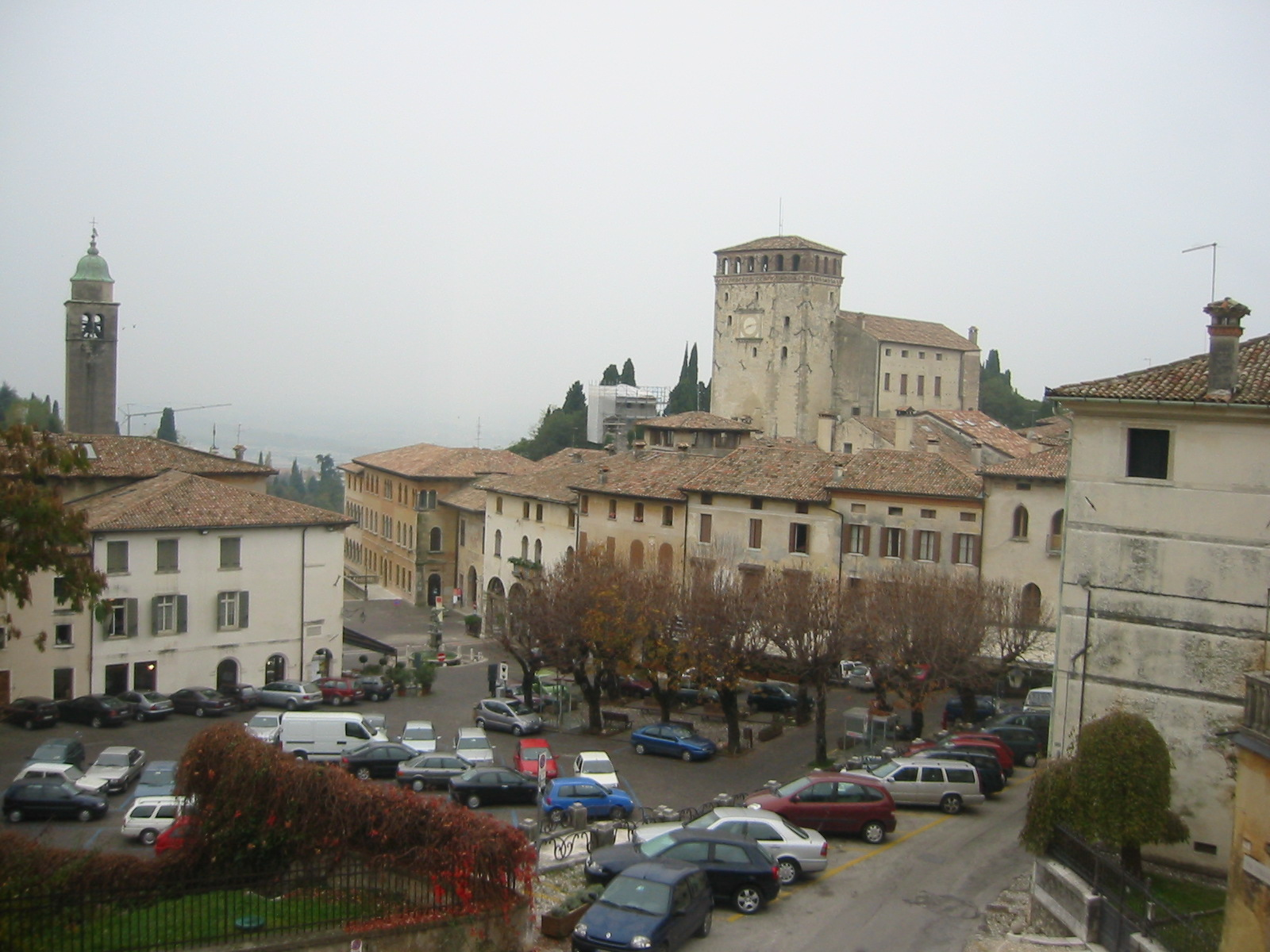
Im Zentrum von Asolo

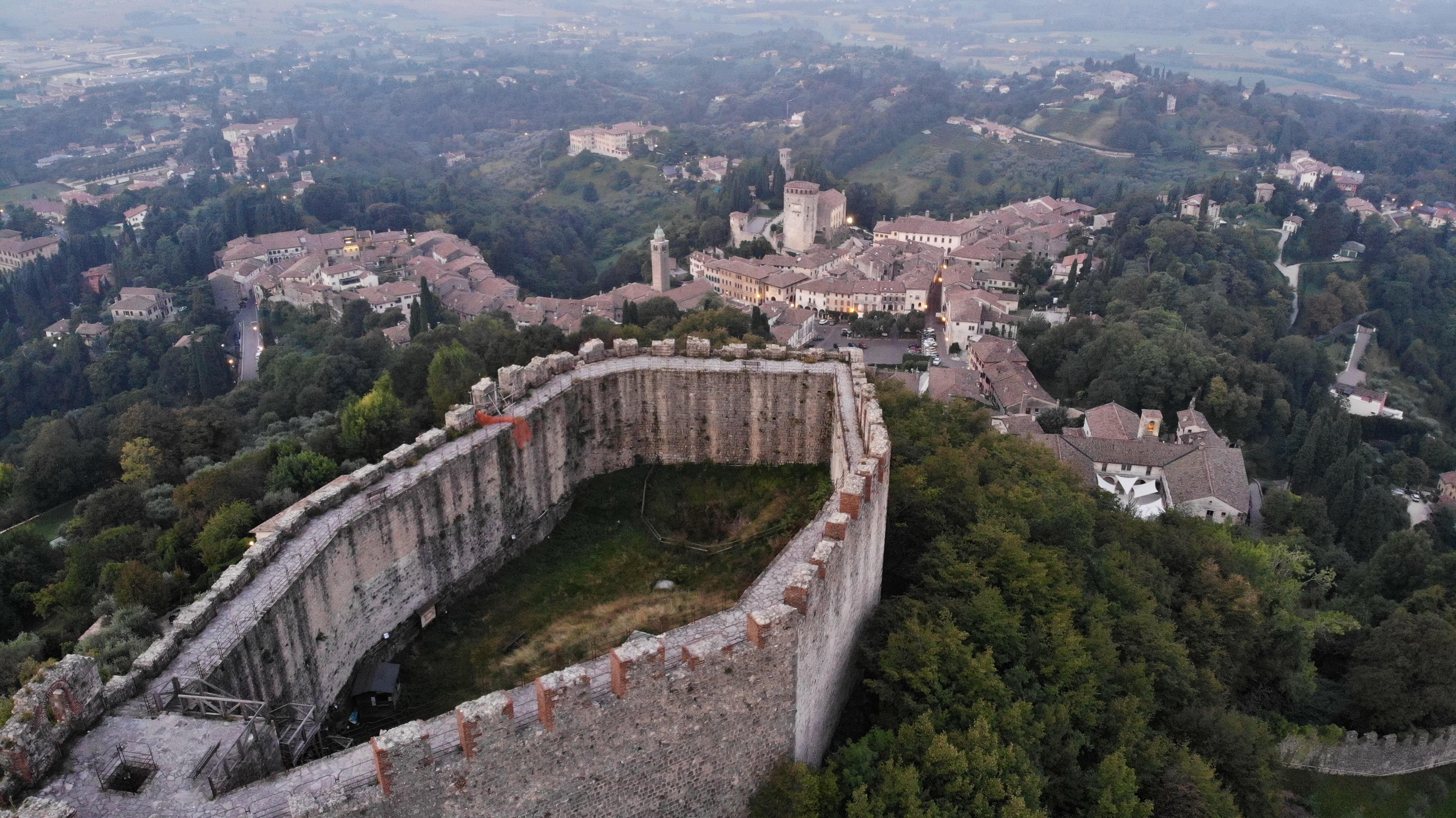

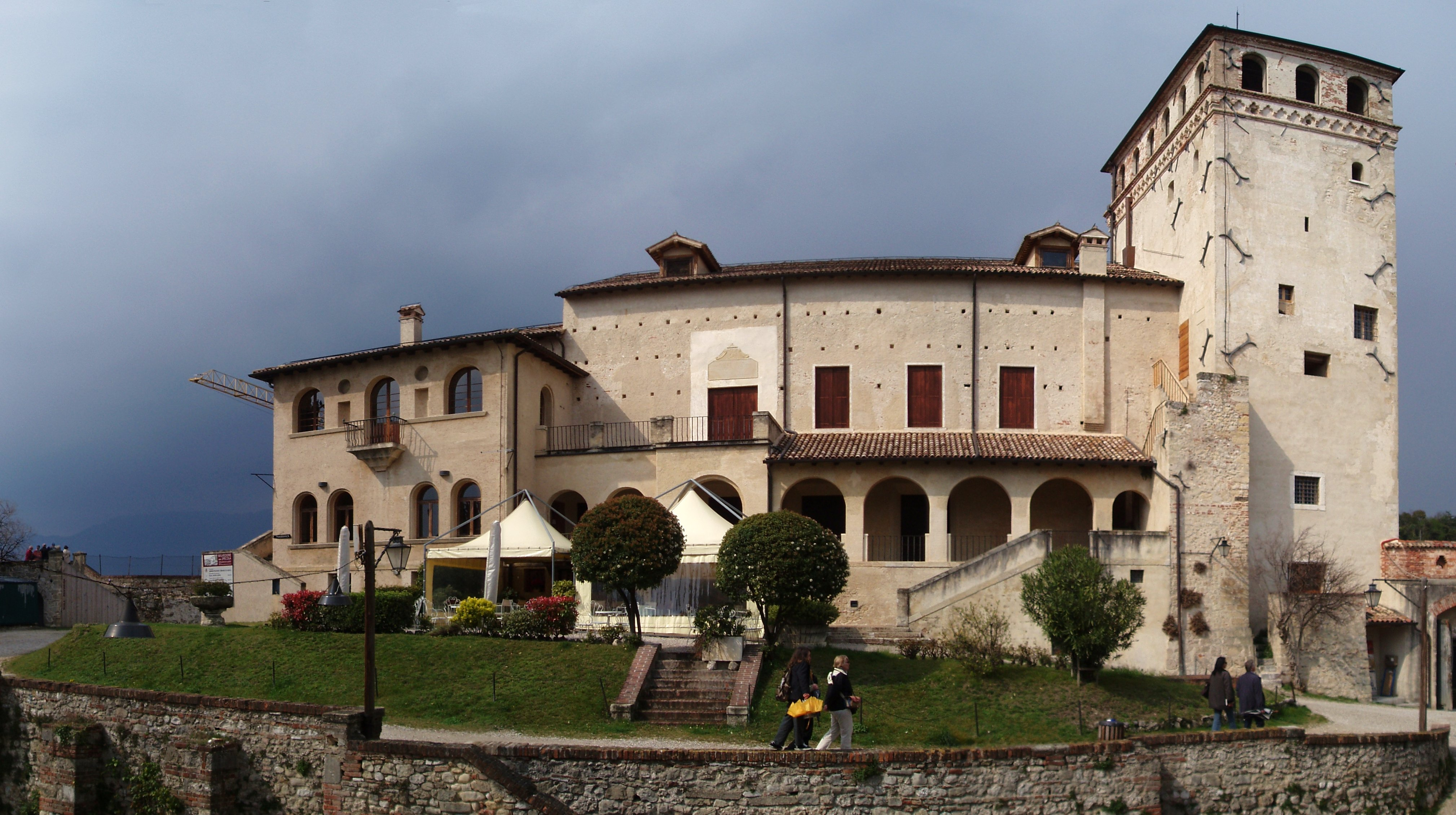
Castello della Regina

Asolo ist eine italienische Gemeinde mit 8969 Einwohnern (Stand 31. Dezember 2023) in der Provinz Treviso in der Region Venetien. Sie ist Mitglied der Vereinigung I borghi più belli d’Italia (Die schönsten Orte Italiens).

## Geografie
Asolo liegt etwa 40 Kilometer nordwestlich von Treviso und 15 Kilometer östlich von Bassano del Grappa.
Nachbargemeinden sind: Altivole, Castelcucco, Fonte, Maser, Monfumo, Pieve del Grappa und Riese Pio X.

## Geschichte
Die Hügel von Asolo wurden bereits im 7. und 6. Jahrhundert v. Chr. von den Venetern besiedelt. Ruinen von Thermen und eines Theaters zeugen noch von der römischen Stadt Acelum. Verschiedene Signorien herrschten in Asolo, bis es unter venezianische Herrschaft gelangte.
Hier residierte ab 1489 die Adelige Caterina Cornaro, zuvor 25 Jahre Königin von Zypern, nachdem Venedig ihre Abdankung erreicht hatte. Als Ausgleich erhielt sie Asolo als Domäne und bewohnte mit ihrem Hofstaat den Castello della Regina bis 1509. Berühmt waren ihre Feste mit Schauspielen und Turnieren.
Als die Reformation um 1540 auch Italien erreichte und sich ausbreitete, waren Asolo, Bassano del Grappa und Cittadella Zentren der Evangelischen in der etwas toleranteren Republik Venedig geworden. Der neue evangelische Glaube wurde eher subversiv auf dem Markt, in Werkstätten und in Privathäusern geteilt und weitergegeben. Während des Konzils von Trient (1545–1563), in der Zeit der Gegenreformation, wurden die Protestanten vor allem durch die Inquisition aufgespürt, bekämpft und eliminiert. So wurden in diesen drei Städten unter anderen acht evangelische Notare wegen Häresie angeklagt und verurteilt.

## Weinbau
Asolo und seine Umgebung sind bekannt für ihren Weinbau. Der Ort liegt im klassischen Prosecco-Gebiet. Hier wird ein besonderer Prosecco hergestellt – der Asolo Prosecco, der eine DOCG-Auszeichnung für eine kontrollierte und garantierte Herkunftsbezeichnung trägt.

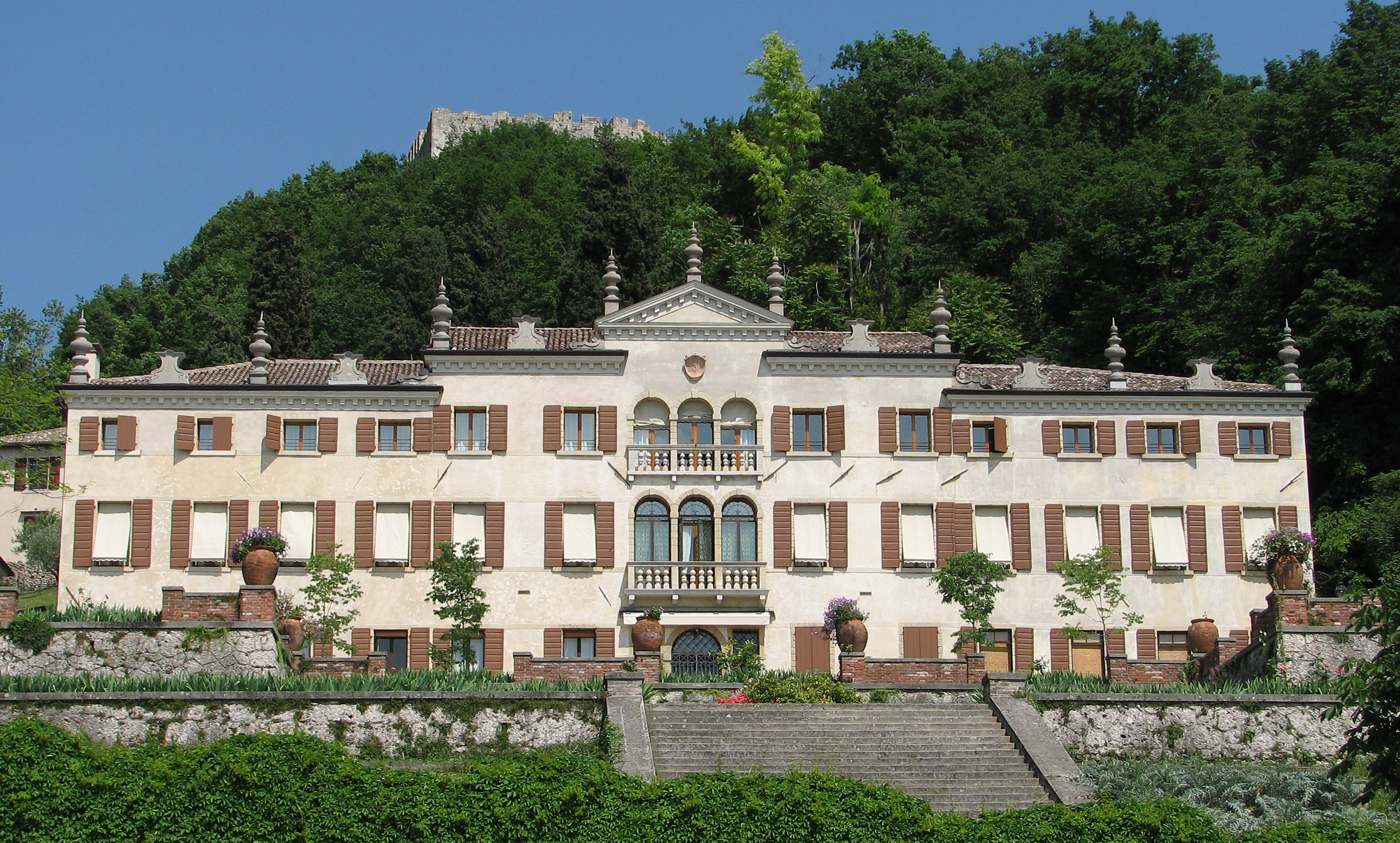
Villa Scotti-Pasini

## Sehenswürdigkeiten
- Santa Maria Assunta:  Der Dom Santa Maria Assunta war bis 969 Bischofskirche und erhielt seine heutige Gestalt 1747 von Giorgio Massari. Die Fassade entstand erst 1889. Im Inneren ist ein Gemälde von Lorenzo Lotto zu sehen, das die Himmelfahrt Mariens darstellt. Ferner befindet sich dort die Kopie eines Gemäldes von Tizian zum selben Thema.

Die Villa Scotti-Pasini aus dem 17. Jahrhundert mit ihren hängenden Gärten war der Wohnsitz von Robert Browning. Er schätzte den Blick als eines der schönsten Panoramen, die er je gesehen hatte.

## Persönlichkeiten

### Söhne und Töchter der Stadt
- Giuseppe Torretti, auch Torretto (1664–1743), Bildhauer
- Giovanni Antonio Faldoni (1689–~1770), Kupferstecher und Maler
- Arnoldo Onisto (1912–1992), römisch-katholischer Bischof von Vicenza
- Emilio Bergamin (* 1937), Entwerfer von Essgeschirr
- Dino Boffo (* 1952), Journalist
- Riccardo Bonetto (* 1979), Fußballspieler
- Matteo Grassotto (* 1980), Automobilrennfahrer
- Giorgio Sernagiotto (* 1981), Automobilrennfahrer
- Giulia Momoli (* 1981), Beachvolleyballspielerin

### Personen mit Beziehung zur Stadt
- Caterina Cornaro (1454–1510), Königin von Zypern, lebte nach ihrer Abdankung als Königin 1489 bis zu ihrem Tod in Asolo
- Pietro Bembo (1470–1547), humanistischer Gelehrter und Kardinal verfasste einen Dialog über die Liebe – Gli Asolani (Asolaner Gespräche), der am Hof der Caterina Cornaro in Asolo angesiedelt ist
- Robert Browning (1812–1889), englischer Dichter und Dramatiker, hielt sich ab 1878 immer wieder in Italien auf, bewohnte in Asolo die Villa Scotti-Pasini
- Wilhelmine Neruda (1839–1911), mährische Violinistin, lebte in Asolo im Palazzo Beltramini, jetzt Gemeindehaus, von 1895 bis 1898, dem Jahr des Todes ihres Sohnes Ludwig Norman-Neruda
- Eleonora Duse (1858–1924), italienische Schauspielerin, hatte ihren Wohnsitz in Asolo, beerdigt auf dem Friedhof in Asolo[4]
- Gian Francesco Malipiero (1882–1973), italienischer Komponist und Musikwissenschaftler, lebte von 1910 bis zu seinem Tod in der Stadt, der er mit seinem Klavierzyklus Poemi asolani 1916 ein klingendes Denkmal setzte
- Freya Madeline Stark (1893–1993), englische Forschungsreisende und Reiseschriftstellerin, verbrachte die letzten Jahre ihres hundertjährigen Lebens in Asolo, wo sie auch starb und beigesetzt ist

## Wirtschaft
Der Wanderschuhhersteller Scarpa hat seinen Hauptsitz seit seiner Gründung im Jahr 1938 in der Stadt.

## Sport
Asolo war im Jahre 2010 Zielort der 205 km langen 14. Etappe des Giro d’Italia und damit erstmals bei dieser Radsportveranstaltung im Etappenplan vertreten.

## Sonstiges
Im Castello, welches 1820 von den Asolanern weitgehend abgerissen wurde, gab es einen großen hölzernen Theatersaal aus dem Jahre 1698. Unter anderen spielte hier auch Eleonora Duse. Das Interieur wurde 1949 von John Ringling gekauft und nach Sarasota in Florida verschifft. Dort wurde es originalgetreu im Ringling Museum wieder aufgebaut und wird von einer Theatertruppe der Florida State University genutzt.

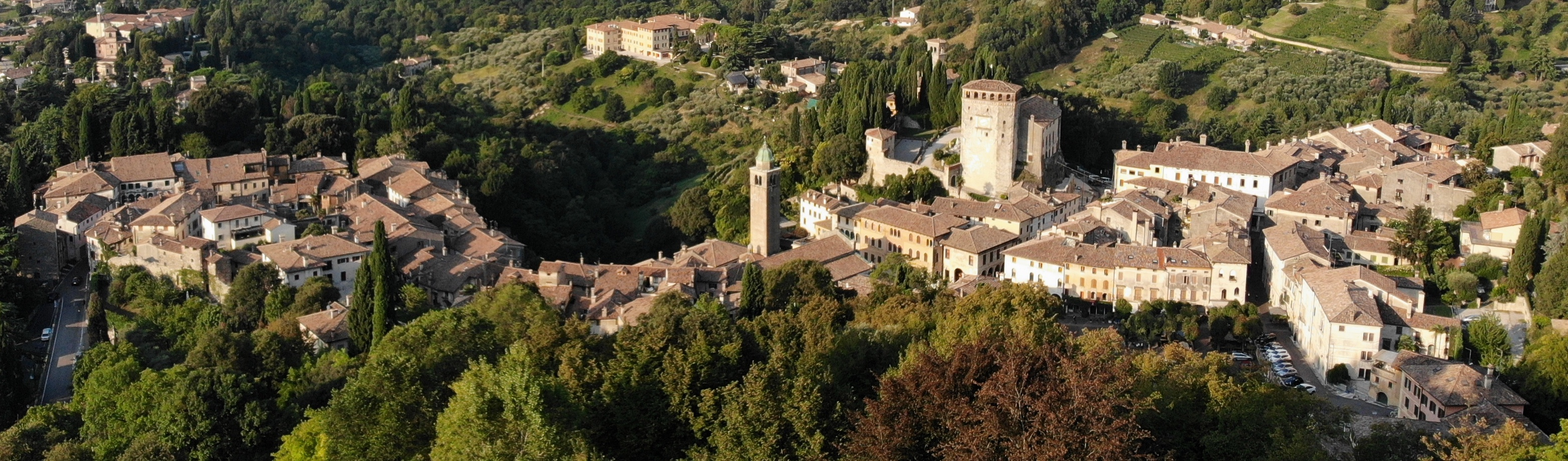